# A Film Johnnie
A Film Johnnie (Alternativtitel: Charlie the actor) ist ein Slapstick-Kurzfilm. Der am 2. März 1914 veröffentlichte Schwarzweiß-Stummfilm zeigt Charlie Chaplin in der Hauptrolle an der Seite weiterer bekannter Darsteller der frühen Keystone-Studios-Filme.

## Handlung
Der Film Johnnie geht, von einem Filmplakat angezogen, ins Kino. Durch Ungeschick und seine starken Reaktionen auf die Filmszenen sorgt er für einen Tumult im Kinosaal und wird hinausgeworfen. Kurzerhand begibt er sich selbst zu den Keystone Filmstudios, wo er auf bekannte Filmdarsteller trifft. Es gelingt ihm, in die Studios hineinzugelangen, und er sorgt auch dort für allerhand Chaos, vor allem weil er immer noch nicht zwischen Schauspiel und Wirklichkeit zu unterscheiden vermag.